# Pokolj u Kraljevoj Sutjesci
Pokolj u Kraljevoj Sutjesci bio je ratni zločin koji su počinile bošnjačko-muslimanske snage nad Hrvatima tijekom agresije na prostore Hrvata Srednje Bosne. Počinile su ga 13. lipnja 1993. u hrvatskom mjestu Kraljevoj Sutjesci kod Kaknja. Ubili su 4 civila i spalili hrvatske kuće.